# Maria Blum
Maria Blum (geborene Holl; * 27. Oktober 1890 in Schwabmünchen; † 15. März 1961 in Aachen) war eine deutsche Politikerin (KPD). Sie gehörte von November 1932 bis Februar/März 1933  dem Reichstag in Berlin als Abgeordnete für den Wahlkreis 12 (Thüringen) an.

## Leben und Tätigkeit
Blum wurde unter dem Namen Maria Holl als Tochter eines Bürstenmachers geboren. Nach dem Besuch der Volksschule arbeitete sie als Lehrmädchen in einer Stickerei, als Bauernmagd und schließlich als Verkäuferin in München. Dort lernte sie Jakob Blum kennen, den sie heiratete.
1912 siedelte Blum nach Berlin über. In diesem Jahr trat sie auch der Sozialdemokratischen Partei Deutschlands (SPD) bei. Als Pazifistin betätigte sie sich seit 1914 in der Antikriegsarbeit. Dennoch wurde sie nach dem Beginn des Ersten Weltkrieges dienstverpflichtet und in den Munitionswerken in Berlin-Spandau beschäftigt. Im August 1917 zog sie nach Bad Kreuznach, den Heimatort ihres Mannes. Dort trat sie 1918 in die, sich im Gegensatz zur Mutterpartei aktiv gegen den Krieg positionierenden, SPD-Abspaltung der Unabhängigen Sozialdemokratischen Partei Deutschlands (USPD) ein.
Während der Revolution vom November 1918 gehörte Blum zu den führenden USPD-Funktionären. Nach dem Scheitern der Revolution schleuste sie polizeilich gesuchte evolutionäre nach Luxeumburg. Im August 1920 übersiedelte sie nach dorthin. Ende 1920 beteiligte sie sich an der Gründung der Kommunistischen Partei Luxemburgs. Aus diesem Grund wurde sie 1921 aus dem Land ausgewiesen.
Nach ihrer Rückkehr nach Deutschland ließ Blum sich in Köln nieder. Dort trat sie 1921 in Kommunistischen Partei Deutschlands (KPD) ein. In dieser arbeitete sie zunächst in der Frauenabteilung des Bezirks Mittelrhein. 1923 besuchte sie die Reichsparteischule in Jena.
Seit 1925 war Blum als Redakteurin für die Parteipresse der KPD tätig. Ihre Arbeit für die kommunistische Publizistik führte sie zunächst nach Köln. Von 1927 bis 1929 war sie dann für die Arbeiterzeitung in Aachen, ab 1928 als politische Redakteurin für die Thüringer Volkszeitung in Jena und von 1929 bis 1930 für die Neue Zeitung in Jena tätig.
Im Jahr 1928 verurteilte das Reichsgericht in Leipzig Blum zu Festungsstrafe von eineinhalb Jahren wegen Vorbereitung zum Hochverrat. Ab dem 8. Juli 1930 verbüßte sie die Strafe in Preungesheim bei Frankfurt am Main. Aufgrund einer Amnestie gelangte sie vorzeitig in Freiheit. Sie ging daraufhin nach Berlin, wo sie in der Reichsfrauenabteilung des Zentralkomitees tätig war.
Bereits bei der Reichstagswahl vom September 1930 wurde Blum in den Reichstag gewählt, dem sie zunächst knapp zwei Jahre lang, bis zur Neuwahl des Reichstags im Juli 1932, als Abgeordnete angehörte. An den Reichstagssitzungen die während ihrer Festungshaft stattfanden durfte sie als Haftbeurlaubte teilnehmen. Nachdem sie ihr Mandat bei der Wahl vom Juli 1932 verloren hatte, konnte sie es nach einer erneuten vorzeitigen Reichstagsauflösung im September 1930 bei der Wahl vom November 1932 erneut gewinnen. Diesmal gehörte sie dem Reichstag bis zur abermaligen Reichstagsauflösung durch den Reichspräsidenten im Februar 1933 als Abgeordnete an.
Nach der „Machtergreifung“ der Nationalsozialisten im Frühjahr 1933 arbeitete sie zunächst illegal gegen das neue Regime. Im Juni 1933 wurde sie festgenommen und während der Untersuchungshaft misshandelt. Nachdem sie Ende 1933 freigelassen wurde, ging sie in die Sowjetunion. Dort war sie von 1934 bis 1936 unter dem Parteinamen Maria Herbst Kursantin an der West-Universität. 1937 unterrichtete sie als Lehrerin an der Abendschule für deutsche Arbeiter. Seit 1938 arbeitete sie in einem Emirgantenheim. Nach dem deutschen Überfall auf die Sowjetunion im Jahr 1941 wurde sie nach Tomsk in Westsibirien verbannt.
Im August 1947 kehrte Blum nach Deutschland zurück. Dort trat sie unter dem Namen Maria Herbst in die SED ein und arbeitete ab Januar 1948 bei der SED-Landesparteischule Wiligrad. Von 1954 bis 1958 war Blum Mitarbeiterin beim Institut Marxismus-Leninismus, wo sie den Thälmann-Nachlass betreute.
Nach dem Krieg lebte sie in Aachen, wo sie 1961 starb.